# Blanche Raynal
 (janvier 2018).
Si vous disposez d'ouvrages ou d'articles de référence ou si vous connaissez des sites web de qualité traitant du thème abordé ici, merci de compléter l'article en donnant les références utiles à sa vérifiabilité et en les liant à la section « Notes et références ».
Blanche Raynal est une actrice française.

## Biographie
Après le Cours Simon, Blanche Le Dû alias Blanche Raynal participe au festival de Sarlat où elle joue Shakespeare et l'amour de Julien Bertheau. Puis elle jouera Tourne, marche ou crève de Joseph Mundy au café théâtre, avant de participer au festival d'Avignon dans la pièce Le week-end des Patriotes de Georges Coulonges. Elle obtiendra le rôle principal dans Le Nouvel Appartement de Goldoni au Grenier de Toulouse.
Son premier rôle au cinéma sera dans le film Que la fête commence de Bertrand Tavernier. À la télévision, elle tourne pour Marcel Bluwal et Denys de la Patellière, dans Au plaisir de Dieu de Robert Mazoyer et les Allumettes suédoises de Jacques Ertaud. Marion Sarraut la fera jouer dans Les Cordier, juge et flic, puis lui donnera le rôle de la secrétaire de Johnny Hallyday dans un sketch avec Nathalie Baye dans une émission des Carpentier. Elle jouera, toujours avec Marion Sarraut, pendant 11 ans, le rôle de Christine Rivière dans la série télévisée Une femme d'honneur,. En 2000, elle a joué dans le film Les Blessures assassines de Jean-Pierre Denis.

## Filmographie

### Cinéma

#### Longs métrages
- 1969 : Ces messieurs de la gâchette de Raoul André
- 1971 : Un peu de soleil dans l'eau froide de Jacques Deray
- 1974 : Un linceul n'a pas de poches de Jean-Pierre Mocky
- 1975 : Que la fête commence de Bertrand Tavernier
- 1977 : Le Diable dans la boîte de Pierre Lary
- 1979 : L'Esprit de famille de Jean-Pierre Blanc
- 1999 : Les Infortunes de la beauté de John Lvoff
- 1997 : Le Pari de Didier Bourdon et Bernard Campan
- 1998 : Paparazzi d'Alain Berberian : Mrs. Casalis
- 1999 : Belle-maman de Gabriel Aghion
- 2000 : Les Frères Sœur (The Sister Brothers) de Frédéric Jardin : Madame de Tourette
- 2000 : Les Blessures assassines de Jean-Pierre Denis (cinéaste)
- 2001 : Change moi ma vie de Liria Bégéja
- 2007 : Lady Blood de Jean-Marc Vincent
- 2008 : De l'autre côté du lit de Pascale Pouzadoux: Antoinette
- 2013 : Vive la France de Michaël Youn

#### Courts métrages
- 2000 : Noël et les garçons de Jean-Marc Vincent : La grand-mère
- 2001 : Cavalcades (Get a Way) : Mère Anne
- 2004 : Fahrenheit : Une scientifique

### Télévision

#### Téléfilms
- 1977 : Au plaisir de Dieu : Jacqueline, une servante
- 1981 : Marianne, une étoile pour Napoléon de Marion Sarraut : une prisonnière
- 1992 : La femme de l'amant : Corinne
- 1996 : Les allumettes suédoises : Marguerite
- 1998 : Deux mamans pour Noël : Voisine
- 1998 : Chez ma tante
- 1999 : Belle-maman (Beautiful Mother)
- 1999 : La petite fille en costume marin : Mme Louvois
- 2000 : Les blessures assassines : Madame 4
- 2001 : Change moi ma vie : Directrice théâtre
- 2005 : Mis en bouteille au château : Annie
- 2007 : Vérités assassines
- 2008 : De l'autre côté du lit : Antoinette
- 2008 : Oscar : Émilie
- 2012 : Le Jour où tout a basculé : Emeline

#### Séries télévisées
- 1967 : Salle n° 8 de Robert Guez et Jean Dewever : une infirmière (ép. 9, 27) (créditée Blanche Rayne)
- 1968 : Les Demoiselles de Suresnes, série de Pierre Goutas (créditée Blanche Rayne)
- 1971 : Les Nouvelles Aventures de Vidocq, épisode Les Crimes de Vidocq de Marcel Bluwal : une passante
- 1976 : Les Cinq Dernières Minutes saison 3, épisode 6 : Mme Radoux (créditée Blanche Rayne)
- 1976 : Minichronique de Jean-Marie Coldefy, épisode Les Rêves d'enfants : (créditée Blanche Rayne)
- 1977 : Les Enquêtes du commissaire Maigret, épisode : Maigret, Lognon et les gangsters de Jean Kerchbron : (créditée Blanche Rayne)
- 1977 : Un juge, un flic de Denys de La Patellière, première saison (1977), épisode : Les Drogueurs : (créditée Blanche Rayne)
- 1979 : Médecins de nuit de Pierre Lary, épisode : Henri Gillot, retraité (série télévisée) (créditée Blanche Rayne)
- 1979 : Les Cinq Dernières Minutes saison 3, épisode 18 : Carola (créditée Blanche Rayne)
- 1984 : Les Enquêtes du commissaire Maigret de Stéphane Bertin épisode L'Ami d'enfance de Maigret
- 1988 : Les Enquêtes du commissaire Maigret : Maigret et le Voleur paresseux de Jean-Marie Coldefy : Jacqueline Lussac
- 1989 : La Comtesse de Charny (mini-série) : Madame Campan
- 1991 : Cas de divorce aison 1, épisode 81 : Marie Laurier
- 1994 : Les Cordier, juge et flic saison 2, épisode 3 : Evelyne Mérol
- 1995 : Nestor Burma aison 1, épisode 18 : Blanche Farnèse
- 1996 - 2008 : Une femme d'honneur : Christine Rivière
- 1997 :  Les Cordier, juge et flic saison 5, épisode 4 : Surveillante
- 1997 - 2001 : Sous le soleil saisons 2, 4 et 6 (6 épisodes) : Anne-Sophie
- 1999 : Chère Marianne saison 1, épisode 1 : Mlle Pradier
- 2000 : Boulevard du Palais saison 2, épisode 1 : Madame Séraincour
- 2001 : Brigade spéciale saison 1, épisode 3 : La mère Brunet
- 2001 : Louis la Brocante saison 2, épisode 2 : Danièle, l'inspectrice du fisc
- 2003 : Les Cordier, juge et flic saison 11, épisode 5 : Madame Baussay
- 2004 : La Crim' saison 9, épisode 2 : Irène Legaennec
- 2005 : Engrenages saison 1: Marianne Ledoux
- 2006 : Louis Page saison 1, épisode 16 : La juge
- 2007 : Fais pas ci, fais pas ça saison 1, épisode 2 : Maryvonne Lepoutre (créditée Blanche Reynal)
- 2008 : Commissaire Cordier saison 1, épisode 12 : Gabrielle
- 2009 : Brigade Navarro saison 2, épisode 3 : Mme Prieur
- 2011 : Camping Paradis saison 2, épisode 5 : Mme Ferret
- 2011 : Aïcha saison 1, épisode 3 : La mère de Patrick
- 2011 : Doc Martin de Didier Delaître saison 2, épisode 5 : Marie Le Foll

### Doublage
- 2000 : The Patriot : Le Chemin de la liberté : ? ( ? )